# Siedliszczki (Świdnik)
Pour les articles homonymes, voir Siedliszczki.
Siedliszczki (prononciation [ɕedˈliʂt͡ʂki]) est un village de la gmina de Piaski du powiat de Świdnik dans la voïvodie de Lublin, situé dans l'est de la Pologne.
Il se situe à environ 4 kilomètres à l'est de Piaski (siège de la gmina), 17 kilomètres au sud-est de Świdnik (siège du powiat) et 26 kilomètres au sud-est de Lublin (capitale de la voïvodie).
Le village comptait approximativement une population de 350 habitants en 2007.

## Histoire
De 1975 à 1998, le village est attaché administrativement à l'ancienne voïvodie de Lublin.

Depuis 1999, il fait partie de la nouvelle voïvodie de Lublin.